# Castell Newydd Emlyn
Castell Newydd Emlyn (anglès: Newcastle Emlyn) és una ciutat de Ceredigion (tot i que oficialment es troba al comtat de Sir Gaerfyrddin), a l'oest de Gal·les, al costat del riu Teifi. La part del municipi, on hi ha el poble al costat del riu, és Adpar, antigament anomenat Trefhedyn.
Els edificis més notables del municipi inclouen les ruïnes del castell del segle xiii, el consistori i l'escola secundària, Ysgol Gyfun Emlyn. Altres atraccions inclouen una galeria d'art i un teatre, l'Attic Theatre. El Museu de la Indústria Gal·lesa de la Indústria de la Llana i el Ferrocarril de la Vall de Teifi també hi són a prop. A diferència de molts petits poblets rurals d'arreu de Gal·les, Castell Newydd Emlyn ha aconseguit mantenir una gran varietat de serveis locals, basats sobretot en petites empreses familiars. Com a reflex de l'ambient agrari de la zona, la fàbrica Saputo, que produeix formatge mozzarella, és l'empresa més gran del poble.
La llegenda diu que l'últim drac fou mort al castell d'Emlyn.
Cap als anys 60, més del 90% del poble parlava gal·lès, però l'arribada constant de persones de fora de Gal·les ha tingut un gran impacte a la composició lingüística del poble. Tanmateix, el gal·lès continua sent la llengua de la majoria dels habitants de la ciutat i encara és la llengua del 90% dels nascuts a Gal·les. Segons el cens britànic del 2001, la població de Castell Newydd Emlyn té 941 habitants, dels quals un 69% parlen gal·lès fluentment.

## Fills il·lustres
- David Emlyn Evans (1843-1913)